# Wereldtentoonstelling van 1888 (Brussel)
De Wereldtentoonstelling van 1888 – Grand Concours International des Sciences et de l'Industrie – was de wereldtentoonstelling die in 1888 te Brussel werd gehouden met als focus wetenschap en industriële vooruitgang. Deze wereldtentoonstelling vond plaats in het Jubelpark.

## Statistieken

### Deelnemers
België
- Gouden medaille: 
  - Henri Van Severen, Sint-Niklaas - (goudborduurder).
  - Albert Derneville, Medicatie
  - Eduard Bourdon, opv Bourdon de Bruyne, Gent - edelsmid.
  - Joseph Junes, Antwerpen -Edelsmederij
  - Stalins & Janssens, Antwerpen - Glaskunst
  - Lambert, Jumlet- Kristal
  - Remy, Wygmaal - Sterkmiddelen

### Andere
- oppervlakte : 30 hectare[2]

## Restanten
- De Machinehal van het Jubelparkmuseum